# 邱水金
邱水金（1947年—），是一位宜蘭的考古、民俗學工作者及原住民族文化復振運動者等。

## 生平簡介
1947年，邱水金在出生後被邱金振收養。自小，父親即教導他要尊重不同族群；雖然父親在1959年逝世，但其言行對他產生深遠影響。
1971年，他畢業於國立臺灣大學考古人類學系。後來，他開始長達29年的國民中學教師生涯。
1994年及1995年，在參加過行政院文化建設委員會所開辦的「考古人才培訓班」後，他開始投入考古工作；此後他曾先後參與於大竹圍遺址、丸山遺址、宜蘭農校遺址以及淇武蘭遺址的發掘與保存工作。
同時，他也致力於宜蘭地區的歷史田野調查研究、北管戲曲音樂調查、噶瑪蘭族文化復振運動等，並曾任蘭陽文教基金會專員、樹谷文化基金會研究員教育總監等職務。

## 關聯條目
- 陳進東

## 外部連結
- 邱水金 - 中央研究院 （页面存档备份，存于）